# Ano Yume o Nazotte
Ano Yume o Nazotte (japanisch: あの夢をなぞって; englischer Titel Tracing That Dream) ist ein Lied des japanischen Popmusikduos Yoasobi, welches offiziell am 18. Januar 2020 über Sony Music Entertainment Japan auf digitaler Ebene als Musikdownload und im Musikstream auf den Markt gebracht wurde.
Das Lied basiert auf dem Kurzroman Yume no Shizuku to Hoshi no Hana von Sōta Ishiki, welches eine Liebesgeschichte zwischen zwei Oberschülern erzählt.
Das Lied ist auf der ersten EP The Book zu hören. Eine englischsprachige Version des Liedes, die unter dem Titel Tracing That Dream erschien, wurde in die Titelliste der ersten englischsprachigen EP E-Side integriert. Im Jahr 2022 erschien eine Balladen-Version des Stückes.
In Japan wurde das Lied zwischenzeitlich mit einer Goldenen Schallplatte sowie mit Doppelplatin ausgezeichnet.

## Hintergrund und Veröffentlichung
Wie die Debütsingle des Duos, basiert Ano Yume o Nazotte auf einem Kurzroman des japanischen Schriftstellers Sōta Ishiki. Das Werk, welches den Titel Yume no Shizuku to Hoshi no Hana trägt, gewann im Jahr 2019 den Literaturwettbewerb Monocon.
Das Lied erschien am 18. Januar 2020 auf digitaler Ebene; ein Musikvideo bei dem Koron Koronosuke Regie führte, wurde am selben Tag auf dem YouTube-Kanal von Ayase veröffentlicht. Ano Yume o Nazotte erschien auf der ersten EP The Book, welche am 6. Januar 2021 auch auf CD veröffentlicht wurde.
Die englischsprachige Version von Ano Yume o Nazotte wurde unter dem Titel Tracing That Dream herausgebracht und erschien auf der EP E-Side am 12. November 2021 veröffentlicht.
Eine Version des Liedes als Ballade wurde am 30. März 2022 veröffentlicht.

## Komposition und Liedtext
Komponiert und geschrieben wurde das Lied von Ayase. Seine Tonart ist Gis-Dur mit einem Tempo von 180 BpM. Das Lied weist eine Länge von vier Minuten und zwei Sekunden auf.
Der Liedtext beschreibt eine Liebesgeschichte zwischen zwei Oberschülern, die seit ihrer Kindheit miteinander befreundet sind. Sie verabreden sich, um ein Matsuri zu besuchen und das Feuerwerk anzusehen. Kurz vor Beginn des Feuerwerks gesteht der Junge seiner Kindheitsfreundin seine Gefühle. Wie der Name impliziert, spielt sich das Szenario in einem Traum des Jungen ab.

## Nutzung
Die Balladen-Version des Liedes, welche im März des Jahres 2022 veröffentlicht wurde, war in einem Werbespot des japanischen Pharmazieunternehmens Ōtsuka Seiyaku für den Energieriegel CalorieMate zu hören. Auch wurde diese Version als Titellied für eine Realfilm-Umsetzung des Kurzromans Yume no Shizuku to Hoshi no Hana genutzt.
Das Lied war zwischen Oktober und November 2021 im Rahmen eines Spielevents im Smartphone-Musikspiel BanG Dream! Girls Band Party! spielbar. Für dieses Event schloss sich der Spiele-Entwickler Craft Egg mit der VTuber-Talentagentur Hololive Production zusammen. Ano Yume o Nazotte wurde im Zuge des Events von Poppin’Party und Tokino Sora gecovert.

## Kommerzieller Erfolg

### Charts
Wie der musikalische Vorgänger Yoru ni Kakeru avancierte auch Ano Yume o Nazotte zu einem musikalischen Erfolg in Japan. Nachdem das Lied zunächst in den viralen Spotify-Charts in Japan einsteigen konnte, platzierte sich das Lied etwas später eine Platzierung in den Billboard Japan Hot 100, wo es mit Platz 32 seine Höchstposition erreichte, sowie Platz 24 der kombinierten Singlecharts von Oricon. In den kombinierten Singlecharts verblieb das Lied 86 Wochen lang. Da das Lied lediglich auf digitaler Ebene erschien, ist es für die offiziellen japanischen Singlecharts nicht einstiegsberechtigt.

### Auszeichnungen für Musikverkäufe
Ano Yume o Nazotte wurde von der Recording Industry Association of Japan zwischenzeitlich mit einer Goldenen Schallplatte im Download- sowie mit Doppelplatin im Streaming-Segment bedacht.
| Land/Region  | Auszeichnungen für Musikverkäufe (Land/Region, Auszeichnung, Verkäufe) | Verkäufe |
| ------------ | ---------------------------------------------------------------------- | -------- |
| Japan (RIAJ) | Gold                                                                   | 100.000  |
| Insgesamt    | 1× Gold ·                                                              | 100.000  |

| Land/Region  | Auszeichnungen für Musikverkäufe (Land/Region, Auszeichnung, Verkäufe) | Verkäufe    |
| ------------ | ---------------------------------------------------------------------- | ----------- |
| Japan (RIAJ) | 2× Platin                                                              | 200.000.000 |
| Insgesamt    | 2× Platin ·                                                            | 200.000.000 |